# Larisa Petriková
Larisa Leonidovna Petriková (rusky Лариса Леонидовна Петрик, * 28. srpna 1949 Dolinsk) je bývalá sovětská reprezentantka ve sportovní gymnastice. 
Narodila se na Sachalinu v rodině vojáka z povolání, který byl v polovině padesátých let přeložen do Běloruska. Gymnastice se začala věnovat v klubu Dynamo Vitebsk pod vedením trenéra Vikentije Dmitrijeva. V roce 1964 se stala mistryní Sovětského svazu ve víceboji. Na mistrovství Evropy ve sportovní gymnastice 1965 se dělila o třetí místo na kladině s Birgit Radochlovou z Německé demokratické republiky. Byla nominována na světový šampionát v roce 1966, kde skončila druhá v soutěži družstev, třetí na kladině a šestá ve víceboji jednotlivkyň. Na Letních olympijských hrách 1968 v Mexiku byla členkou vítězného sovětského týmu. V prostných se dělila o první místo s Věrou Čáslavskou; při vyhlášení vítězek této soutěže došlo k proslulé kontroverzi, když Čáslavská sklonila při sovětské hymně hlavu na protest proti invazi do Československa. Na mexické olympiádě byla Petriková také třetí na kladině, čtvrtá ve víceboji a osmá v přeskoku. Vyhrála týmový i individuální víceboj na Univerziádě v roce 1970. V tomto roce také na mistrovství světa zvítězila se sovětským družstvem a byla třetí na kladině. Byl jí udělen Řád Odznak cti a titul zasloužilé mistryně sportu.
Gymnastickou kariéru ukončila v roce 1971 a vystupovala pak jako tanečnice v moskevském music-hallu. Vystudovala žurnalistiku na Lomonosovově univerzitě a působila jako komentátorka rozhlasových přenosů z gymnastických soutěží. 
Jejím manželem je olympijský vítěz v gymnastice Viktor Klimenko, s nímž má dva syny. Od roku 1992 žije v Idar-Obersteinu v Německu.